# Gammage Auditorium

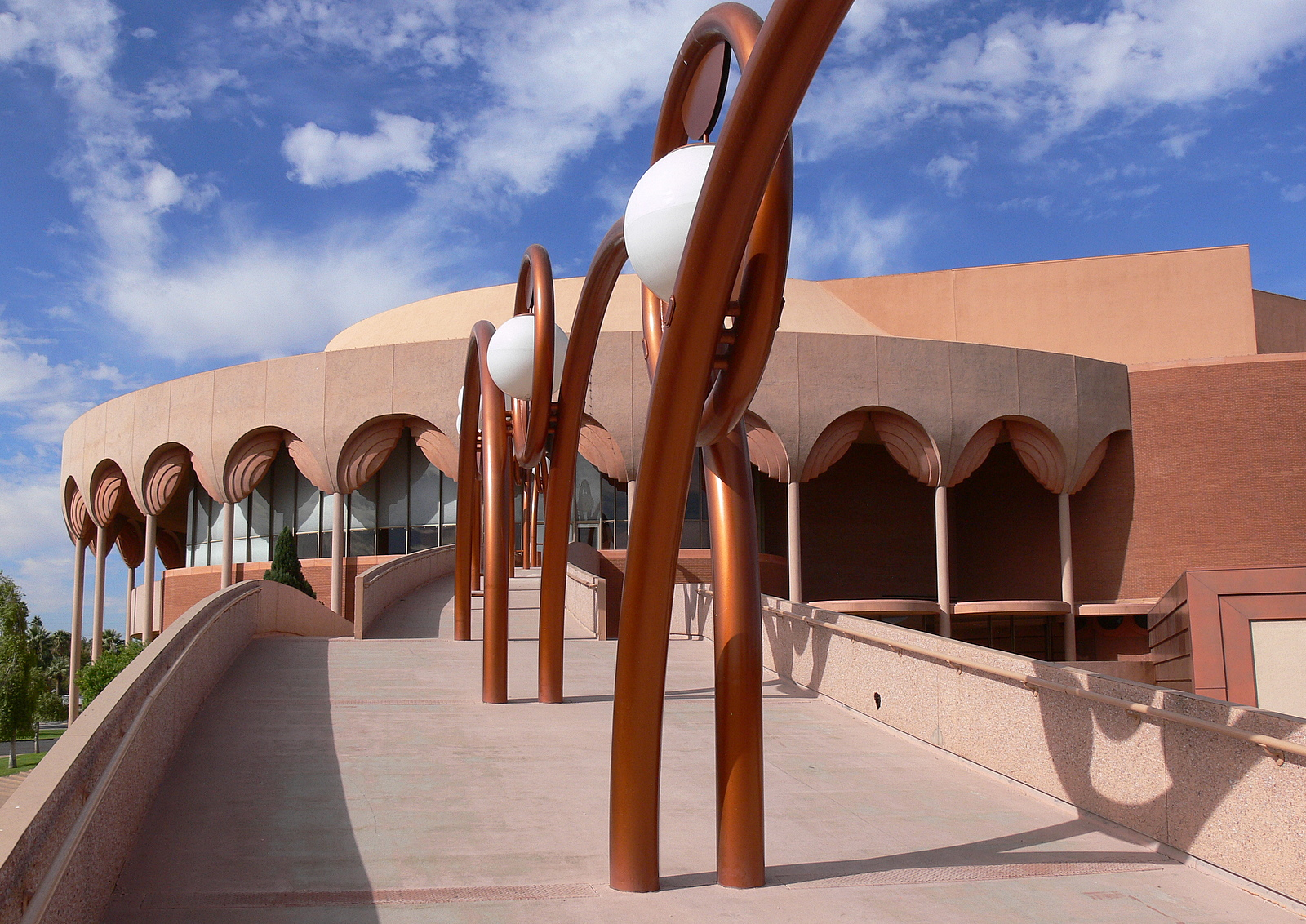
Grady Gammage Memorial Auditorium, parte a Arizona State University, construit între 1962 și 1964, a fost inaugurat în 1964, cinci ani după decesul arhitectului său, Frank Lloyd Wright.

Grady Gammage Memorial Auditorium, cunoscut mai ales sub numele prescurtat de Gammage Auditorium și adesea numit afecționat doar Gammage, este o sală de concerte polivalentă de pe campusul universitar al Arizona State University (ASU), din orașul Tempe, Arizona, parte a aglomerării urbane a zonei metropolitane Phoenix. 
Ultimul proiect desemnat a fi construit al arhitectului american Frank Lloyd Wright, Gammage Auditorium, numit după Grady Gammage, președintele ASU între 1953 și 1959, este atât unul din proiectele de deplină maturitate artistică ale lui Wright, cât și rezultatul efortului extraordinar a lui Gammage de a convinge pe absolut toată lumea (în ciuda adversităților întâmpinate de la legislatorii statului până la proprii săi colegii) că proiectul marelui arhitect american, creator al arhitecturii organice, este unicul care trebuie luat în considerare și finalizat.  Rezultatul, o clădire deosebită cu o sală cu o acustică excelentă, care a fost un prilej de mândrie pentru toți încă de la inaugurarea sa. 
Ceremonia de începere a construcției a fost pe ziua de 23 mai 1962, iar structura, care s-a încadrat atât în timp cât și în buget, a fost terminată după 25 de luni.  Ceremonia oficială de deschidere a fost încheiată de un concert simfonic susținut de Philadelphia Orchestra dirijată de Eugene Ormandy. 
Din păcate, nici Frank Lloyd Wright și nici Grady Gammage nu au putut vedea cu ochii lor rezultatul final al efortului lor comun.  Amândoi au murit în 1959.  Pentru ambii, 1964 a fost mult prea prea târziu. 

## Structura

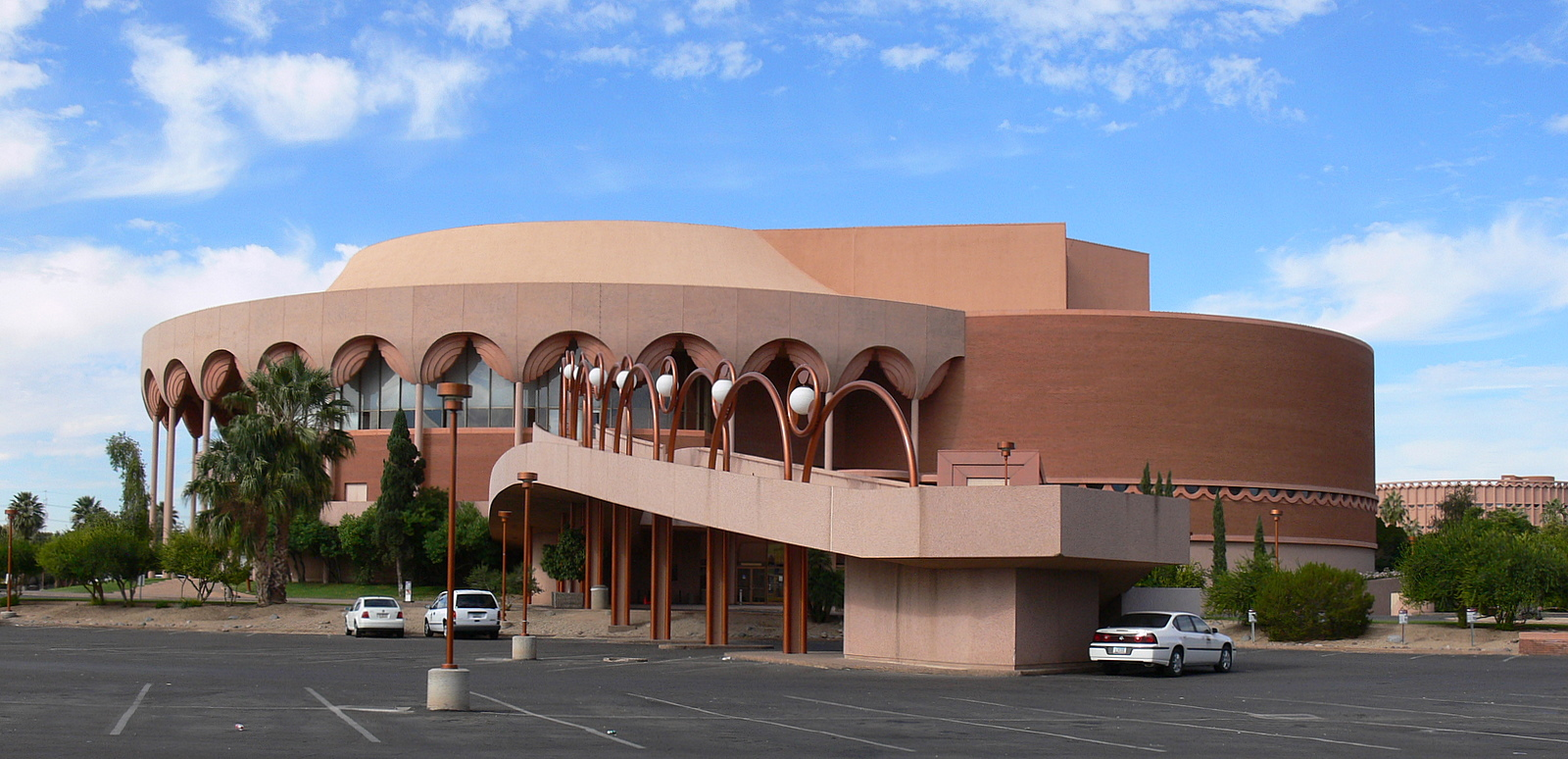
Imagine a Auditorium-ului luată dinspre sud-est

Structura, de formă generală clar conturată, aidoma tuturor operelor lui Frankl Lloyd Wright, prezentând culorile deșertului Sonora, nisipiu, ocru, cărămiziu, maro-roșcat și ocazional alb, contrastând puternic cu diferitele nuanțe de verde ale vegetației, respectiv cu albastrul cerului, are aproximativ 93 de m lungime, 77 de m lățime și 25 de m înălțime. 
Cincizeci de coloane de beton armat, formând o elipsă cu excentricitate redusă, aproape circulară, ale căror capitolii se termină în două arcade semicirculare florale, susțin întreaga greutate a acoperișului, atât în afara clădirii cât și în interiorul acesteia. 
Două rampe prelungi de circa 65 de m, care constau din două plane înclinate, ce unesc nivelele al treilea și al doilea ale clădirii cu nivelul întăi, care este la nivelul parcării, sunt atașate clădirii în părțile de nord, respectiv de est-sud-est ale acesteia aidoma a două aripi ale unei păsări aflate în zbor. 
Sala de spectacole propriu-zisă a clădirii, având o acustică foarte bună, poate oferi maximum 3.017 locuri, dintre care 2.929 sunt fixe și 88 mobile, la cele trei nivele ale sale, parter, mezanin și balcon.  Scena concepută a fi polifuncțională, poate găzdui spectacole de grand opera, operetă, Broadway musical, teatru, concerte simfonice, recitaluri de orgă, lecturări, muzică pop, rock, etc.

## Galerie de imagini

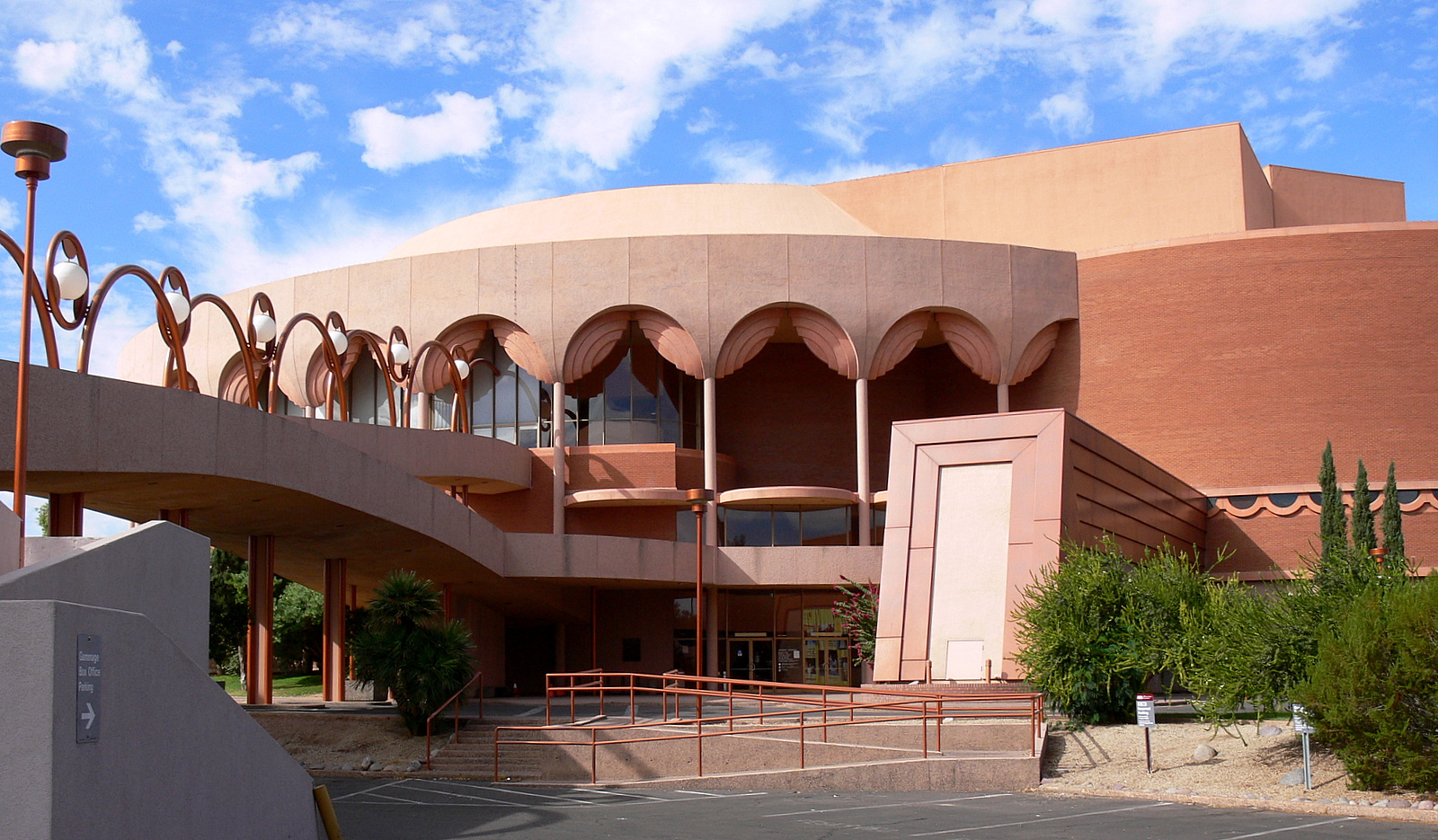
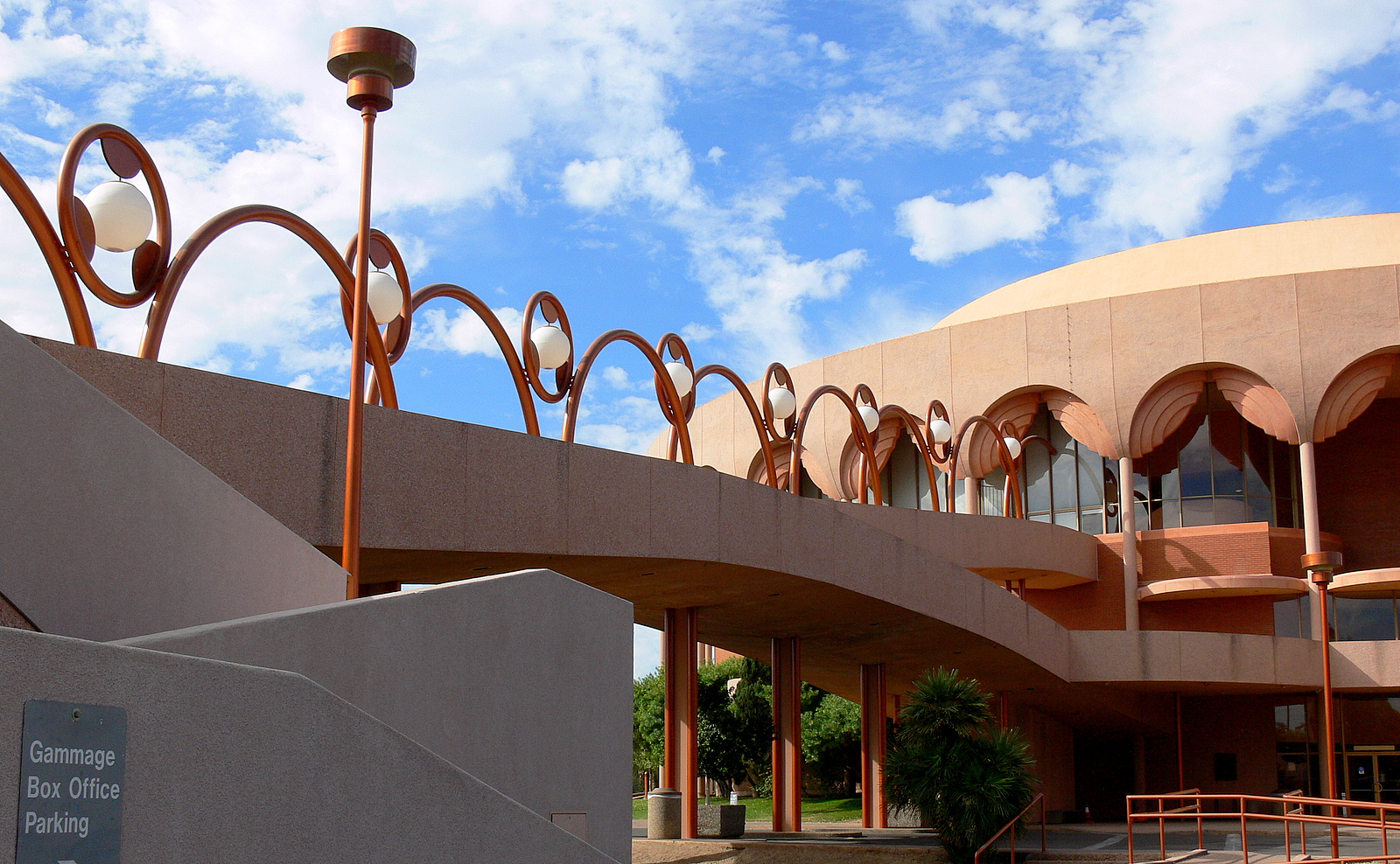
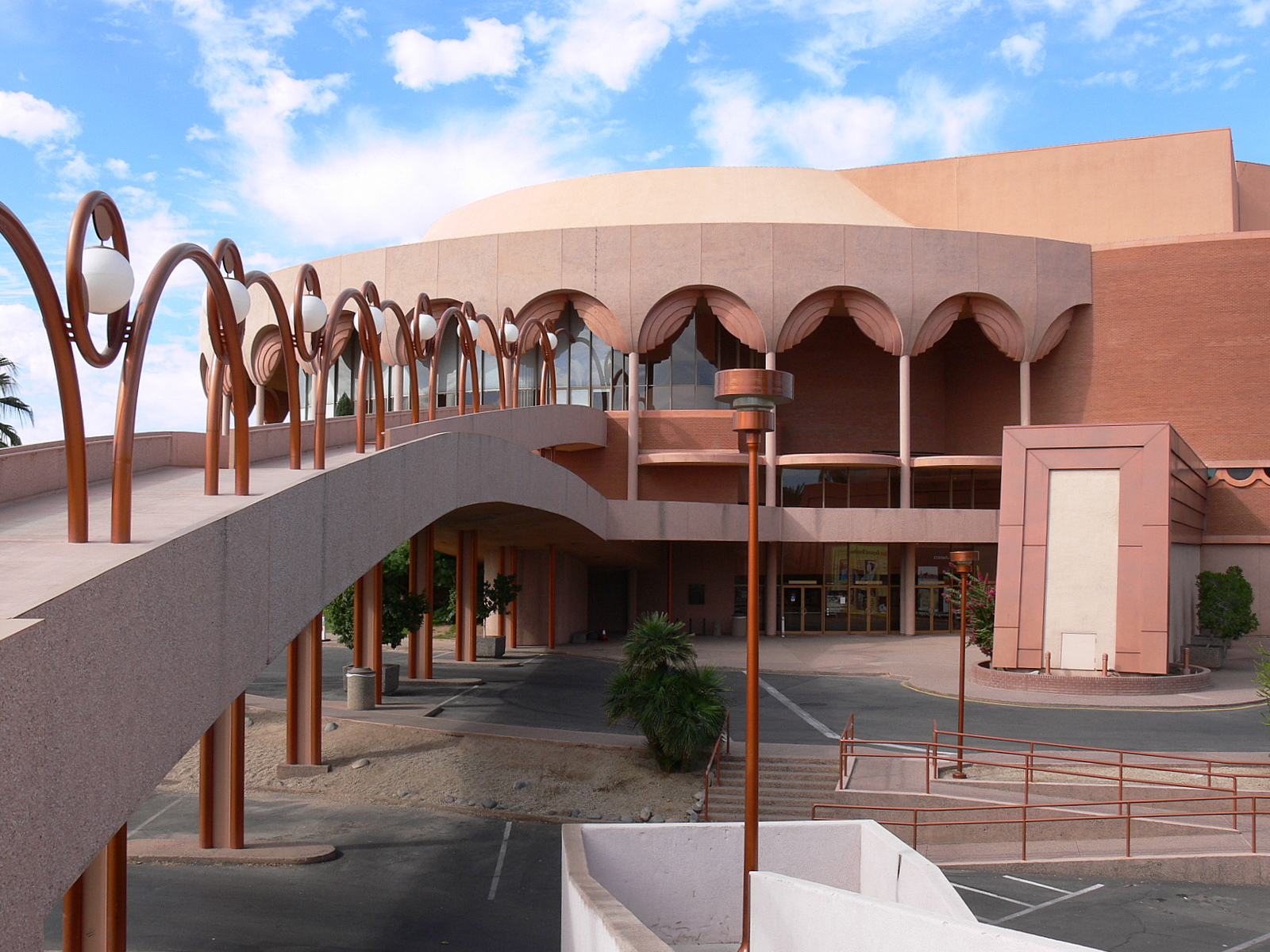
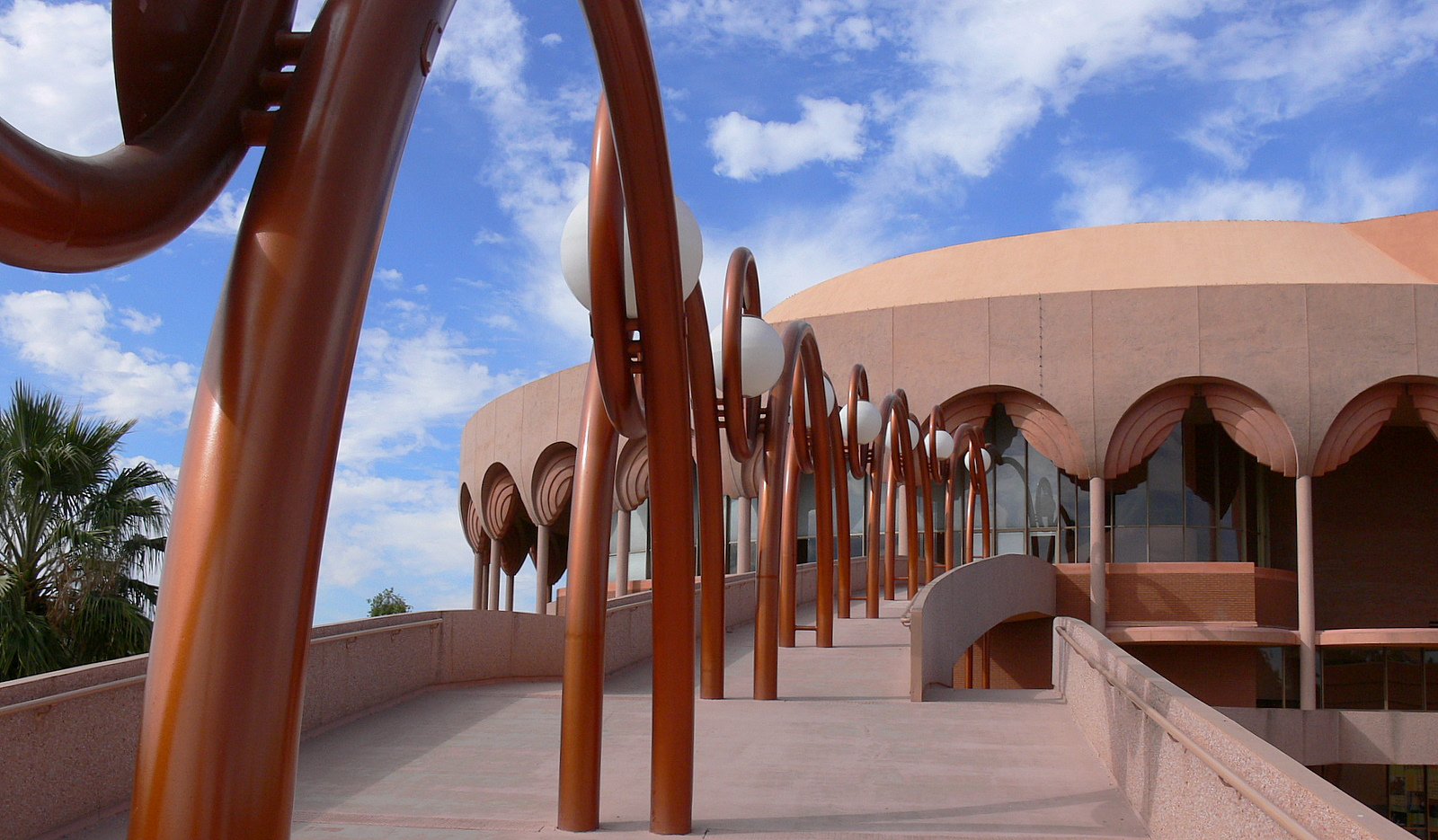
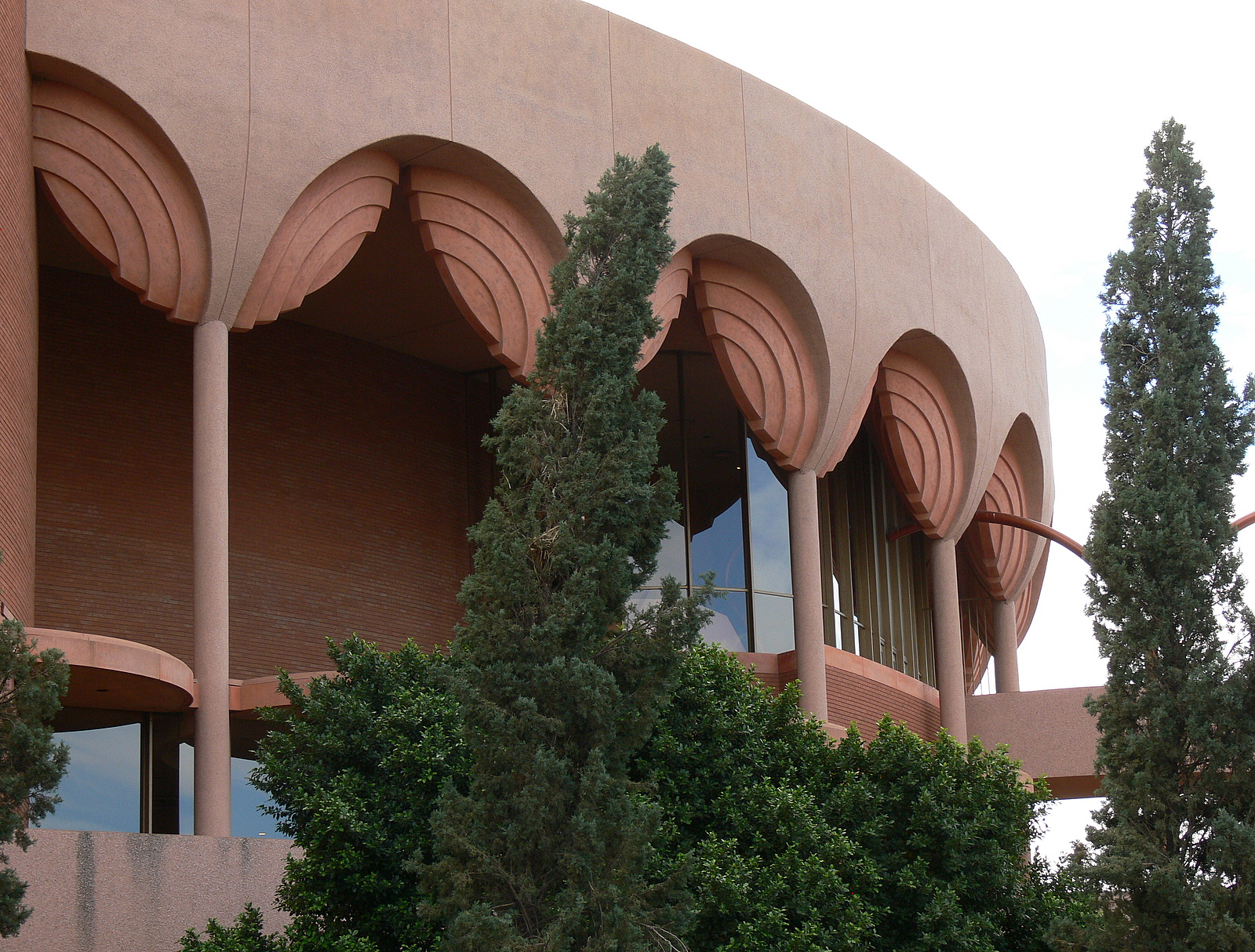
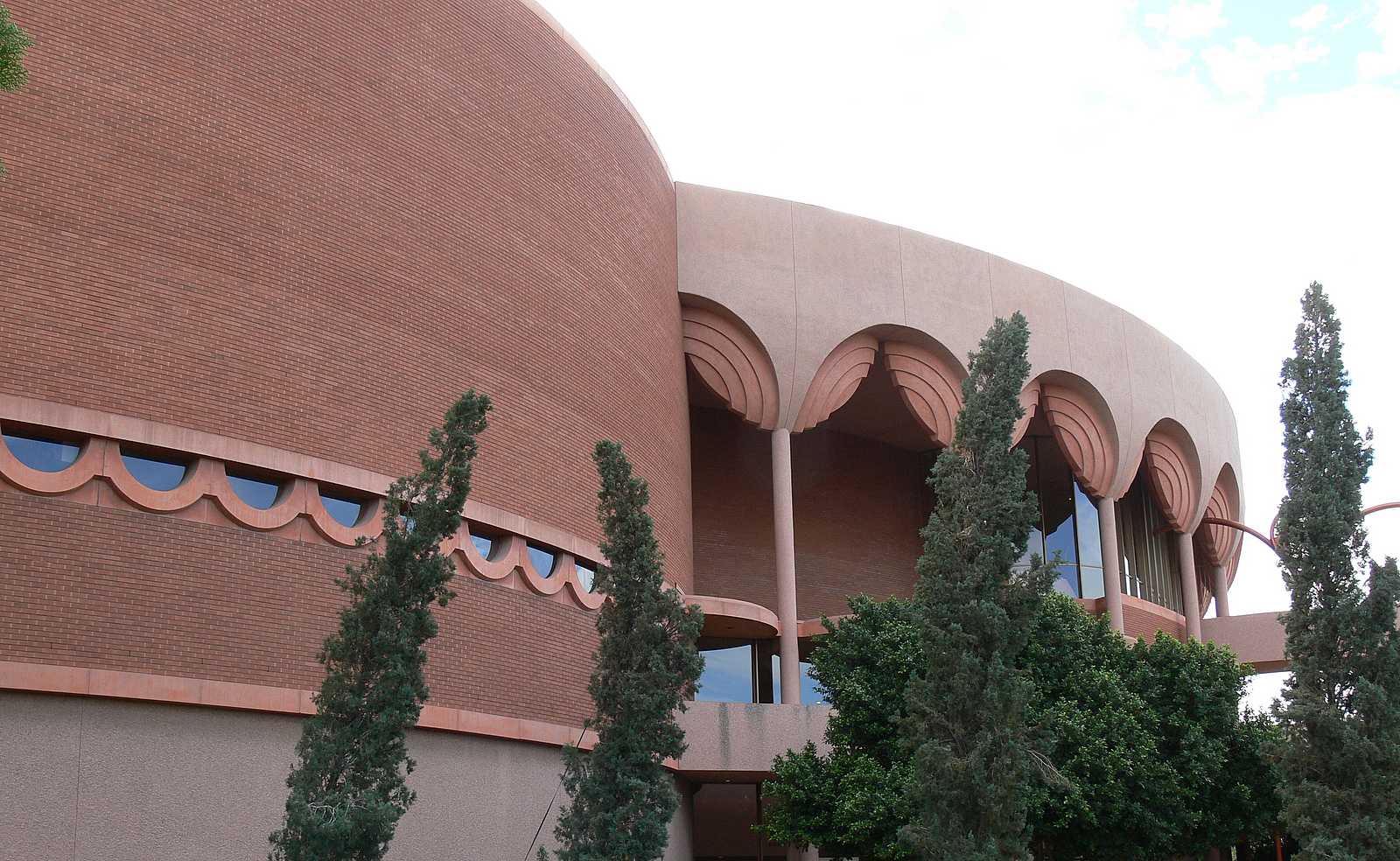
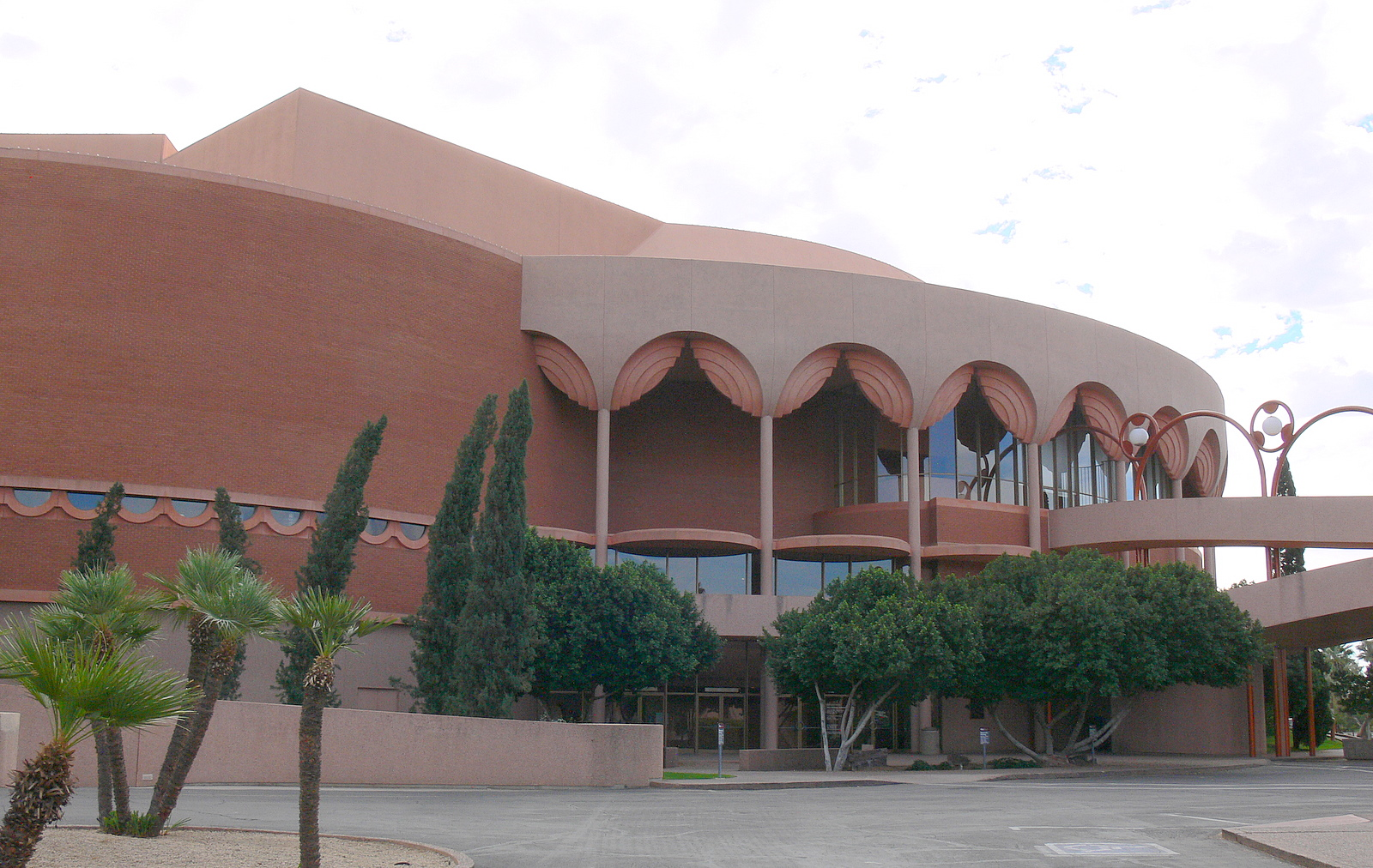
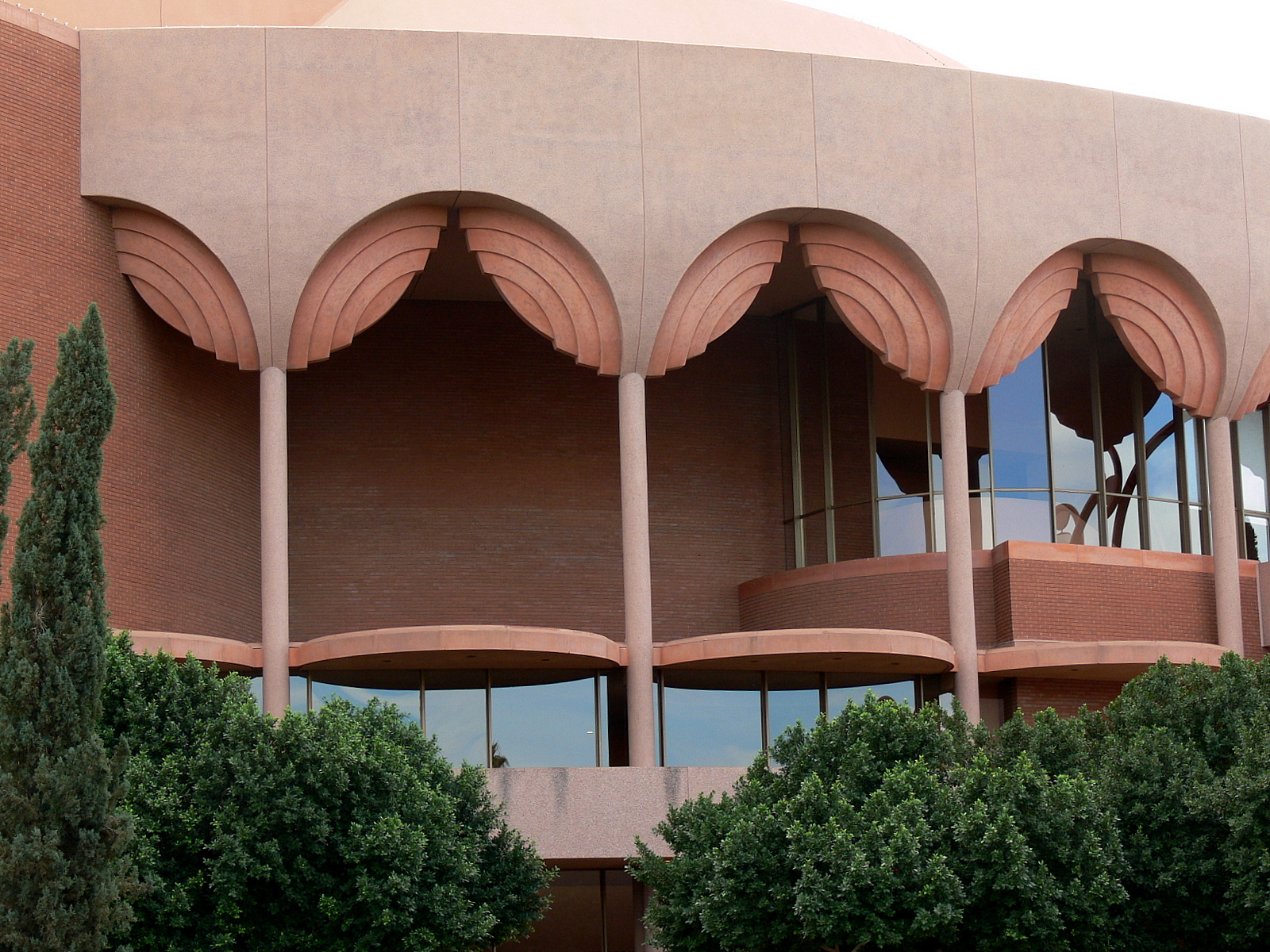
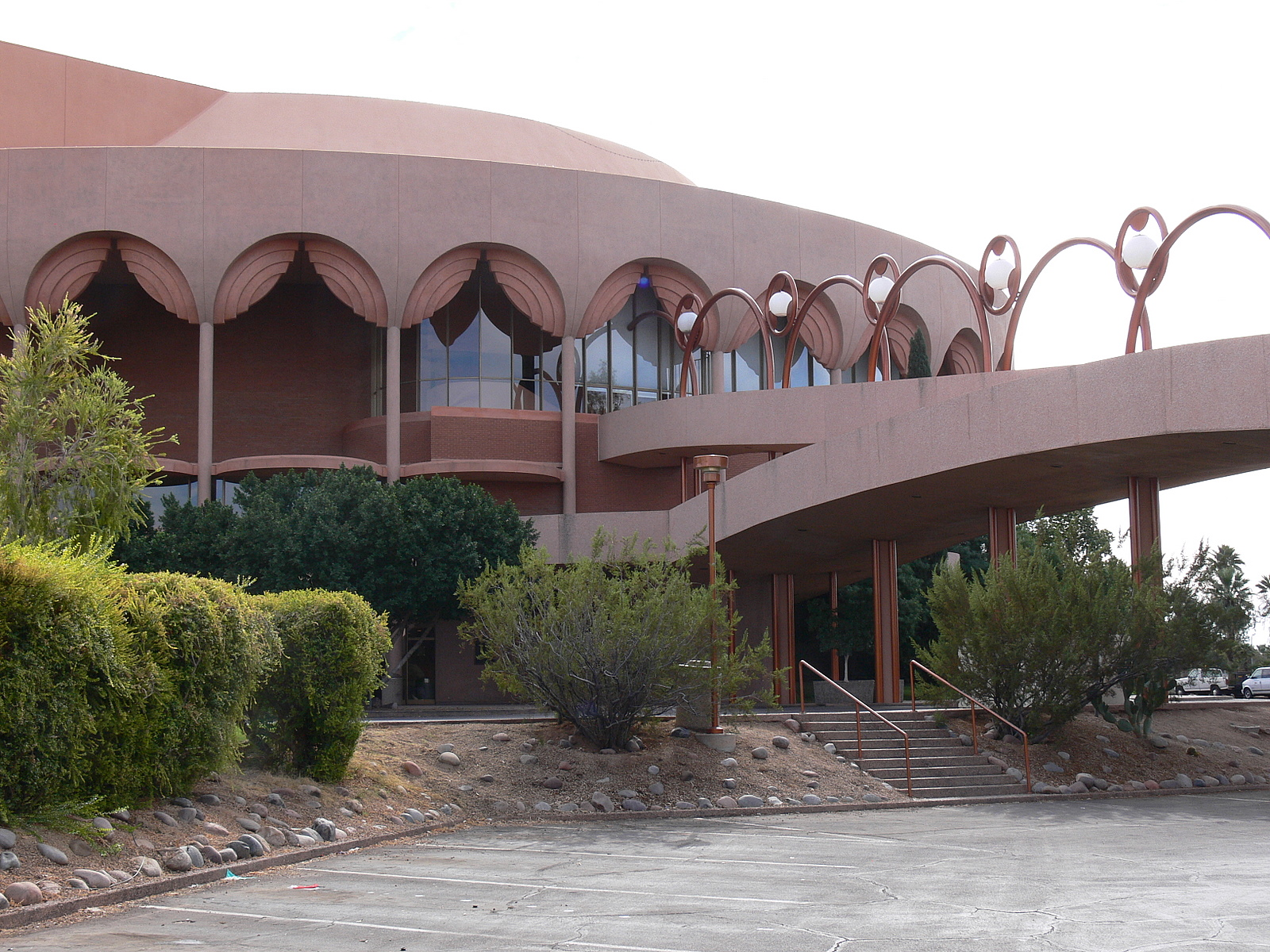
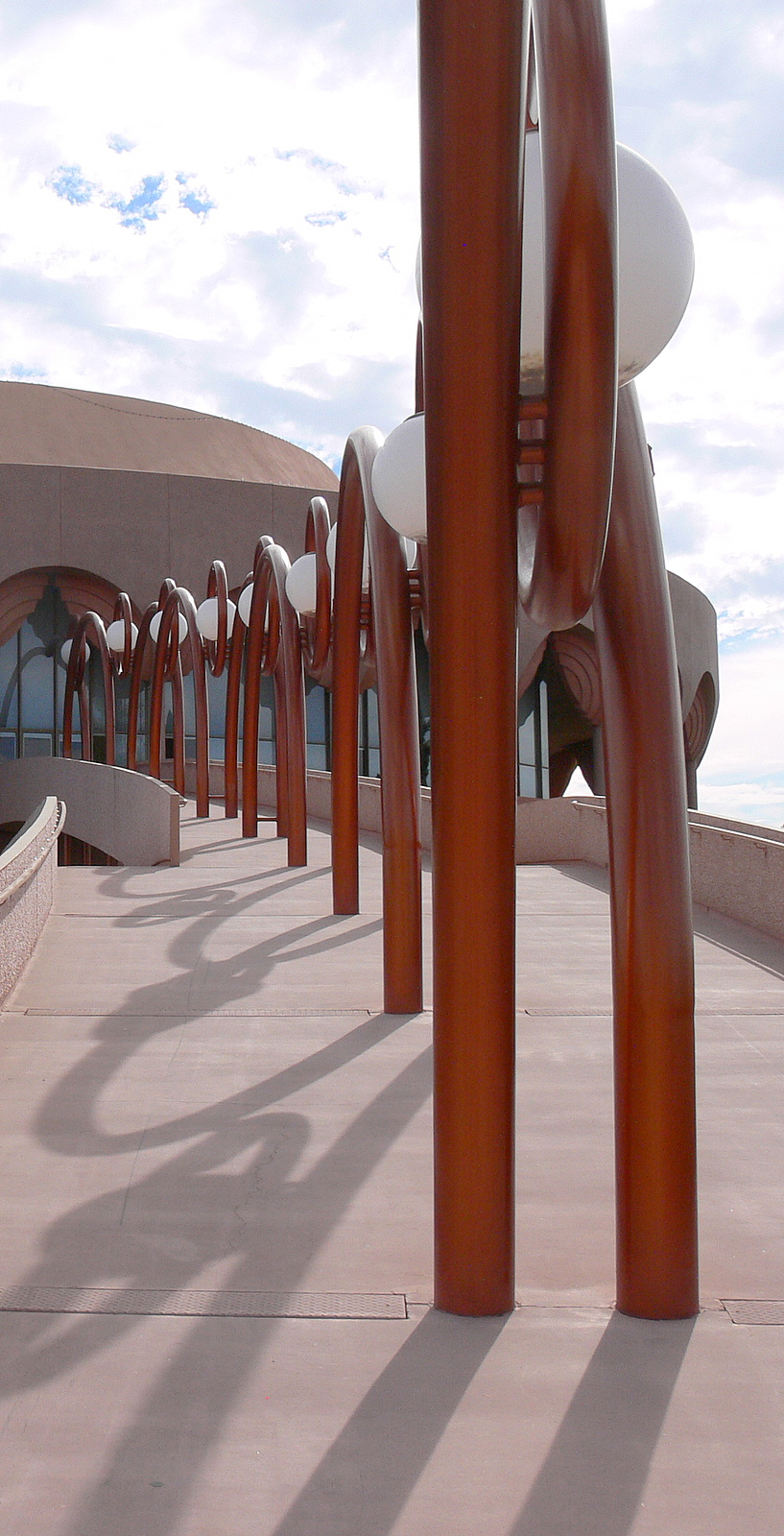
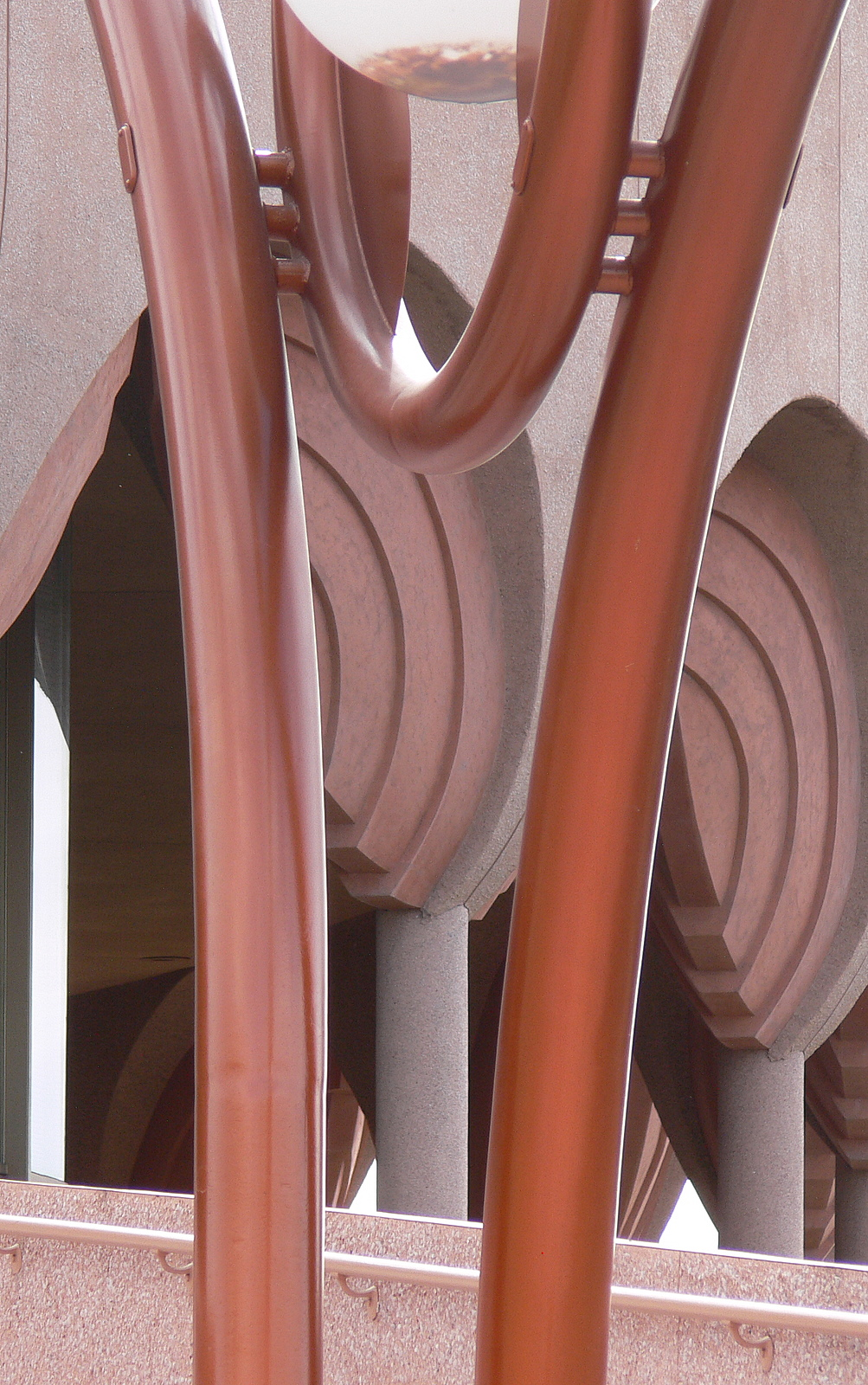
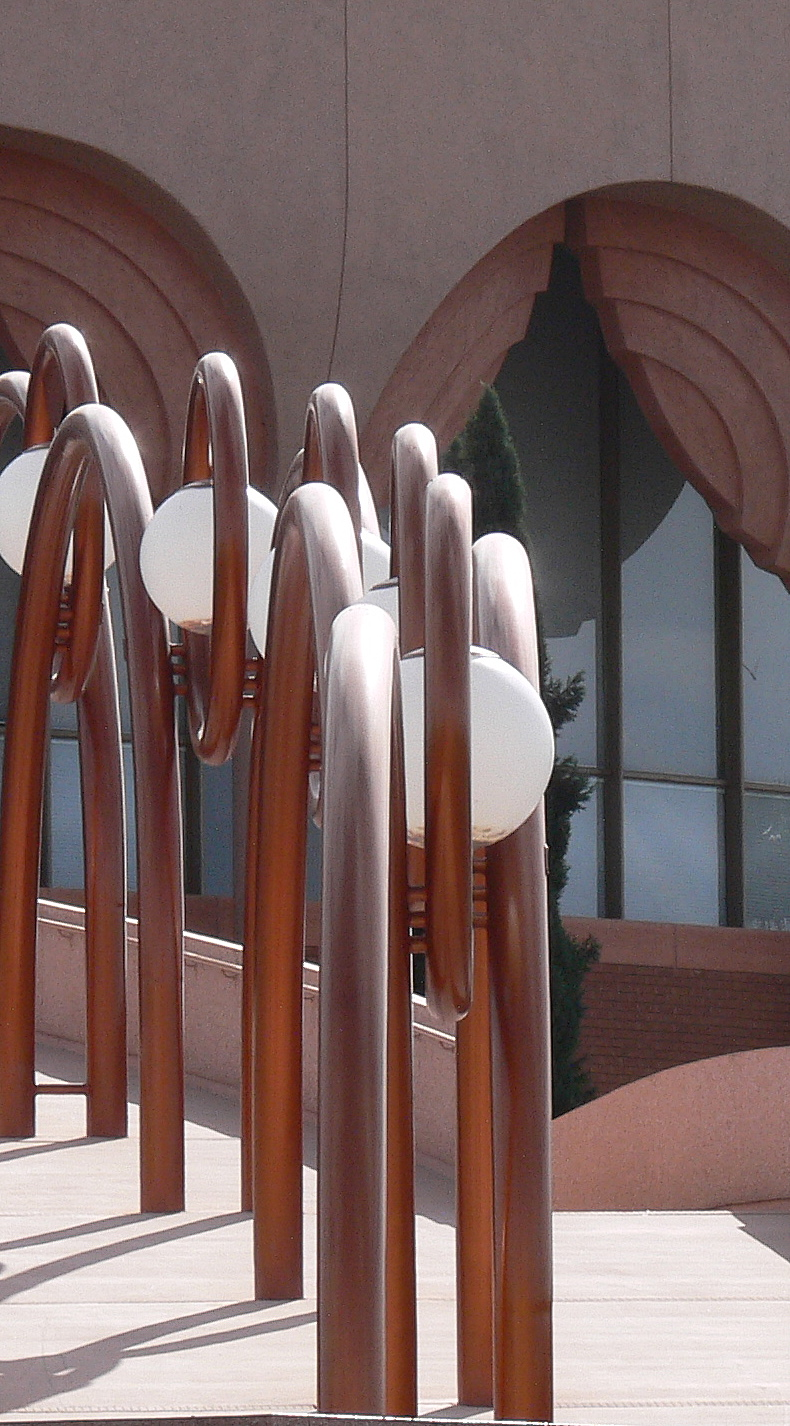
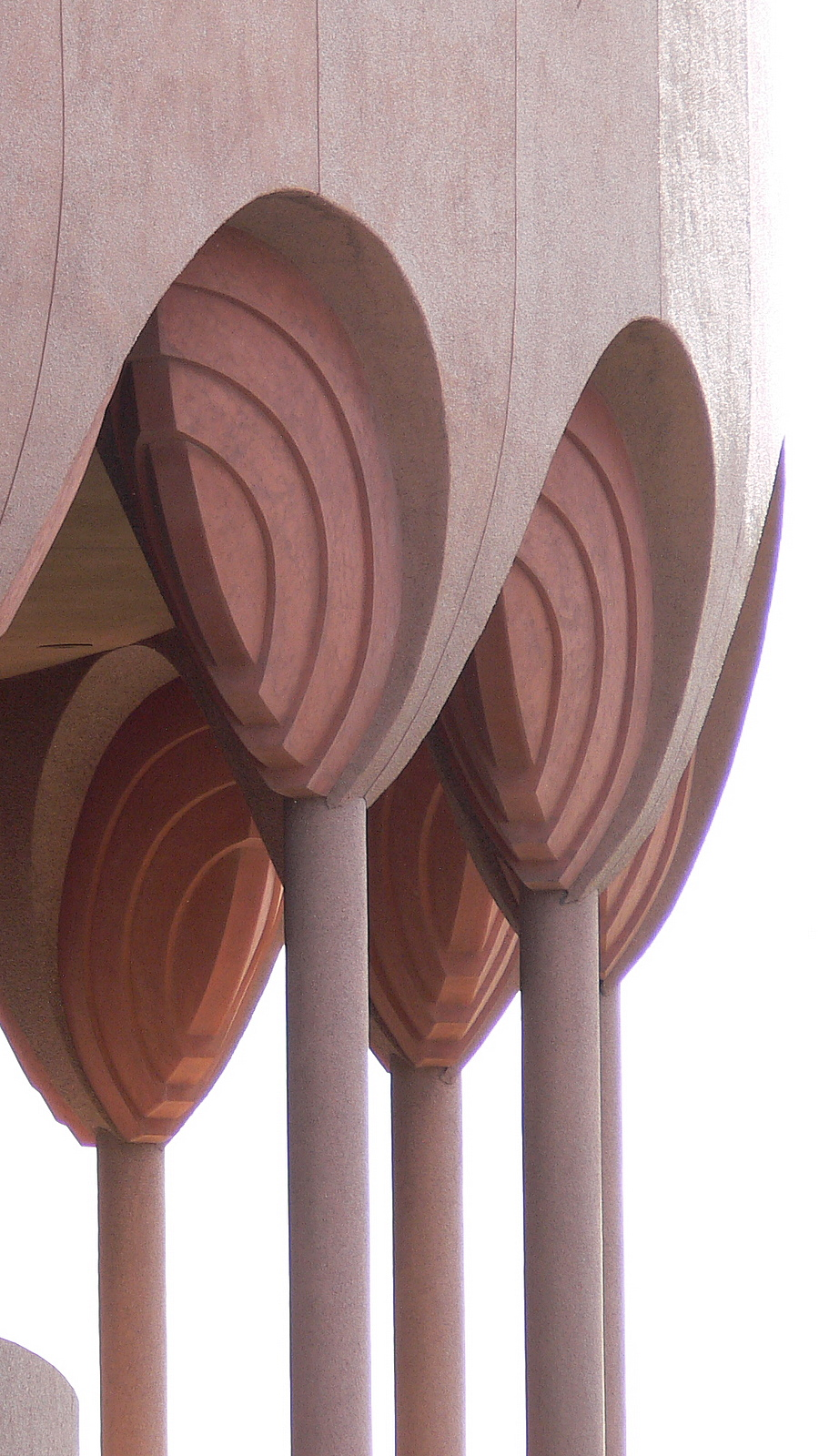